# 11 mm modèle 1873
O 11 mm modèle 1873 ou 11 mm French Ordnance é um cartucho de fogo central metálico com aro que utiliza pólvora negra, desenvolvido pelo Exército francês em 1873 para uso no revólver MAS 1873

## Visão geral
O 11 mm Mle 1873, destinava-se ao Revólver MAS 1873 a serviço do Exército francês. Seu estojo com aro carregado com pólvora negra. A velocidade e energia da primeira versão eram equivalentes às do .25 ACP, sendo baixas para a época (92 joules). A segunda versão 1873-90 desenvolvia uma energia na boca correspondente à do .32 ACP (230 joules).

## Características
Essas são as características do cartucho 11 mm Mle 1873:
- calibre: 11mm
- munição: 11 X 17 R
- comprimento do estojo: 17,15 mm
- comprimento total do cartucho: 28,9 mm
- velocidade de saída: 130 m/s (cartucho mle 1873) / 190 m/s (cartucho mle 1873-90)
- carga de pólvora: 0,65 g (cartucho mle 1873) / 0,80 g (cartucho mle 1873-90)
- peso da bala de chumbo: 11,7 g (cartucho mle 1873) / 10,6 g (cartucho mle 1873-90)
- energia de saída: 10 kgm (cartucho mle 1873) / 20 kgm (cartucho mle 1873-90)
- bala crimpada no estojo, pois tinham diâmetros idênticos.

## Performance e uso
O alcance prático da munição dos revólveres de 1873 e 1874 é de 25 metros, mas o tiro também é feito até 50 metros, sem perda perceptível de precisão; a nível de tropa, o poder desta munição para o revólver de serviço era constantemente criticado.